# Obereopsis obscura
Obereopsis obscura là một loài bọ cánh cứng trong họ Cerambycidae.